# Renhua
Renhua, även romaniserat Yanfa, är ett härad i Shaoguans stad på prefekturnivå i provinsen Guangdong i sydöstra Kina.
Renhua är indelat i ett stadsdelsdistrikt och tio köpingar.
Stadsdelsdistrikt (jiedao):

- Danxia (丹霞街道)

Köpingar (zhen):

- Changjiang (长江镇)
- Chengkou (城口镇)
- Daqiao (大桥镇)
- Dongtang (董塘镇)
- Fuxi (扶溪镇)
- Hongshan (红山镇)
- Huangkeng (黄坑镇)
- Shitang (石塘镇)
- Wenshao (闻韶镇)
- Zhoutian (周田镇)